# 伍卓賢
伍卓賢（英語：Ng Cheuk Yin；1977年10月13日—），香港作曲家、編曲家、笙演奏家、音樂總監、無伴奏合唱組合姬聲雅士成員。

## 教育背景
伍卓賢先後畢業於浸信會呂明才中學，香港中文大學音樂系（文學學士及音樂碩士）及東京國際基督教大學（日語）。亦曾於荷蘭Codarts修讀爵士樂。

## 創作事業
全職音樂創作人和笙演奏者。FUSION組合「SIU2」發起人、香港小交響樂團首位駐團藝術家、香港中文大學首位駐校作曲家、合唱劇團「一舖清唱」聯合藝術總監、無伴奏合唱組合「姬聲雅士」成員和中國民族管弦樂學會笙專業委員會名譽理事。
他曾為不同團體及歌手創作、製作及編寫音樂，包括管弦樂、室樂、合唱音樂、中國器樂音樂、劇場音樂、舞蹈音樂、音樂劇、流行曲等。
2008為張敬軒所創作的《櫻花樹下》取得了商業電臺叱吒十大，新城電臺勁爆播放指數歌曲大獎及香港電臺第三十一屆十大中文金曲獎。09年推出的創作人大碟《DEMO SAMPLER》內亦收錄了他曲詞編監唱的《百萬年代》(《櫻花樹下》原曲) 。
2011年推出了香港首張無伴奏一人合唱大碟《一人合唱團》，一人分飾演唱了所有聲部。而為全球傑出華人青少年歌唱節所創作的主題曲《我唱出了世界的聲音》更成為了全中國廣受歡迎的合唱作品。
伍氏的編曲作品多元化，而其中管弦樂及中樂團編曲作品超過一百首，2014年起於香港中文大學音樂系擔任兼職講師，任教管弦樂法。
除音樂創作外，伍卓賢亦為笙演奏家。他分別於2013年及2012年為香港小交響樂團和香港中樂團擔任笙獨奏。而他亦為FUSION組合「SIU2」的笙演奏家。
2017年4月，伍卓賢與國立臺灣國樂團及跨媒體藝術家BALLBOX合作，以幾米的《如果我可以許一個願望》為藍本，製作結合戲劇與中樂的同名音樂會。
2014 年及2018年先後憑合唱作品《我唱出了世界的聲音》獲 CASH 金帆獎最廣泛演出獎（正統音樂）
2018 年憑《白蛇》、《如果我可以許一個願望》、《維多利雅講》獲提名CASH金帆音樂獎最佳正統音樂作品最後五強。
2018年亦憑張敬軒《百年樹木》獲得多個流行音樂大獎，包括2018年度叱咤樂壇流行榜頒獎典禮「我最喜愛的歌曲大獎」。

## 曾獲獎項
- 1993 	學校音樂創藝展「個人音樂作品獎」
- 1995 	《海闊天空》獲「中國藝術歌曲比賽」第三名
- 1999 	獲香港中文大學頒發「萬瑞亭音樂獎」
- 1999 	論文「從考證到歷史解讀：秦皇破陣樂」獲香港中文大學「學術創作獎」
- 1999 	作品《七月》獲通利MIDI電腦音樂創作比賽冠軍
- 1999-2000 香港作曲家及作詞家協會獎學金
- 2000 《不夜城》獲香港中樂團21世紀作曲大賽「香港題材作品獎」
- 2009  合唱劇場《石堅》獲香港作曲家及作詞家協會頒發「CASH 金帆音樂獎 - 最佳正統音樂作品」
- 2012  香港藝術發展局頒贈年度最佳藝術家獎(音樂)
- 2013 雙笙協奏曲《在這城崩壞之前》獲香港作曲家及作詞家協會頒發「CASH 金帆音樂獎 - 最佳正統音樂作品」
- 2014 香港作曲家及作詞家協會金帆獎最廣泛演出獎（正統音樂）《我唱出了世界的聲音》
- 2018 香港作曲家及作詞家協會金帆獎最廣泛演出獎（正統音樂）《我唱出了世界的聲音》
- 2018 年度叱咤樂壇流行榜頒獎典禮「我最喜愛的歌曲大獎」《百年樹木》
- 2018年度勁歌金曲頒獎典禮「勁歌金曲金獎」《百年樹木》

## 主要作品

### 管弦樂
- 在這城崩壞之前 (2013) - Concerto for two Shengs and Orchestra
- 小星星幻想曲 (2011)
- 飛 - Concerto for Drumset and Electric Bass, featuring Jun Kung and Liang Chun Wai(2007)（07年香港藝術節／香港小交響樂團及恭碩良）
- 幻彩星河(2006)
- 白 - Concerto for Chinese Percussion, featuring Chau Chin Tung(2004)（04年法國聖里奇音樂節及漢斯夏季音樂節／香港小交響樂團及周展彤）
- Static Days (2000)（03年國際現代音樂節／貝爾格萊德愛樂樂團）

### 中樂
- 唐響(2017)
- 老虎圖 (2015)
- 七月 - 笙協奏曲  (2012)
- 上 - 古箏五重奏與敲擊 (2009)
- 跑 - 笙與彈撥樂 (2008)
- 不夜城 - 敲擊與中樂團 (2007)
- 旅 - 敲擊4重奏與中樂團(2006) （香港中樂團30樂季開幕作品／香港中樂團及四擊頭）
- 花 - 笙與雙古箏 (2005)
- 中樂團之謎 - 中樂合奏(2004)
- 晨光 - 中樂小組(2002)
- 夜 - 中樂小組 (2000)
- 行雲 - 中樂合奏(2000)
- 不夜城 - 中樂合奏(2000)
- 北風吹主題隨想- 中樂合奏 (1997)

### 室樂
- 漫漫長夜 - 絃樂四重奏，為香港電台四重奏成立五周年而創作的委約作品 (2014)[2]
- Jazzture - 單簧管與鋼琴 (2011)
- Jazzture - 弦樂四重奏 (2010)
- 火 - 低音大提琴8重奏 (2008)
- 城市之舞 (2002)
- 花 - 笙與豎琴 (2000)
- 城市之舞 (2000)
- 城市之舞  (1999)

### 獨奏曲
- 雲之言葉 (2001)

### 聲樂/合唱
- 一舖清唱 《三生三世愛情餘味》無伴奏合唱劇場2019
- 一舖清唱 《維多利雅講》組曲2018
- 清唱劇場《夜夜欠笙哥》(2013)
- 《飛向月光光》(2011年國際爵士合唱節主題曲)(2011)
- 《豆芽國》 (香港兒童合唱團40週年主題曲) (2008)
- 清唱劇場《石堅》 - 2009年新視野藝術節合唱劇場 (2008)
- 《我唱出了世界的聲音》(全球傑出華人青少年歌唱節主題曲)(2007)
為香港音樂事務處青年合唱團選用，參與2009年7月馬來西亞檳城第四屆歌之旅國際合唱節室樂合唱組比賽，合唱團於該比賽中獲得金文憑。
- 《億步登天》 - 為香港港島第1155旅幼童軍（香港首隊成立的童軍合唱團）成立5周年而創作的歌曲(2006)
- 《海闊天空》 (1995)
- 《Huxi》（呼吸）普通話及英語演唱作品
- 《音有愛》
- 《在我們長大之前》
- 《春天的日記》
- 《地球的感受》
- 《穿越成長的森林》
- 《城市號子》
- 《港鐵謎語歌》
- 《愛是不遙遠》
- 《耳在天堂》(組曲)
- 《香夭》(組曲)

### 舞蹈音樂
- 馬運之都耀香江 (2008)（北京奧運開幕鳥巢內文藝匯演）
- 武林高手(2006)
- 香城若舞(2005)

### 音樂劇
- 我愛laughing媽 (2009)（國際綜藝合家歡演戲家族合家歡音樂劇場）
- Orpheus(編曲)(2006)
- 闖出我路My Way (2006)
- 天界小神仙(2006)
- 閃光皇后(2006)
- Lets play ostrich (2006)
- Lets have a good time (2006)
- Wonderland (2006)
- 6分鐘爸爸(2005)
- 奪命使者(2005)
- Give me a lovely break-fast (2005)
- Cinderella Jealousy (2005)
- Mid-Autumn Musical (2004)
- 我愛清潔 (2004)
- 戀愛時間(2004)
- 奪命遊戲(2004)
- Materialistic world (2004)

### 多媒體音樂/裝置音樂
- 返璞歸真 (1993)

### 流行曲及基督教歌曲（部分）
- 作曲
  - 關楚耀 - 隻字不提
  - 冼色麗 - 不想讓你受傷
  - 狄易達 - 逃避現實
  - 古巨基 - 還是覺得你最好, 迷博
  - 余文樂 - 護衛
  - 吳浩康 - 孩子王
  - 李克勤 - 常在你左右
  - 李克勤 - 粒粒皆幸福
  - 何韻詩 - 明星夢
  - 林威辰 - 大廚
  - 官恩娜 - 新假期
  - 陳奕迅 - 開不了心
  - 張信哲 - 惹塵
  - 梁詠琪 - 無印良品
  - 張敬軒 - 櫻花樹下, 明明他已離開妳, 歲月靜好, 裝睡的情人, 百年樹木, 見或不見
  - 新香蕉俱樂部 - 失戀的歌
  - 鄭伊健 - 別讓我見到他
  - 譚詠麟 - 愛不是難題
  - 楊千嬅 - 藍風箏
  - 糖妹 - 如果我可以許一個願望
  - 汪明荃 - 青玉案·元夕
  - 趙慧珊 - 愛人如己
  - 冼靖峰 - 一個人的幸運
  - TWINKLE - 箭之樂章, 超感官之旅
  - 許靖韻 - 望年月
  - SENZA A Cappella - 四分鐘
  - 何榛綦 - 第一零一次再見
- 編曲
  - 梁詠琪 - 無印良品
  - 蔡琴 - 為了愛夢一生, 一場遊戲一場夢, 只有分離, 假如我是真的, 再別康橋, 降雪, 偶然
  - 容祖兒 - 傷神
  - 徐偉賢 - 演奏給, my bonnie, 心呼吸, ing, 柴可夫, 宿一宵, 大想頭
  - 林威辰 - 大廚
  - 官恩娜 - 新假期
  - 李克勤 - 粒粒皆幸福
  - 劉德華 - 繼續談情(相聚編), 情義兩心堅
  - 曾路得 - 同路人 (a cappella)
  - 顏培珊 - I remember the
  - 顏培珊 - Grandy Yeah Yeah
  - 關淑怡 - 難得有情人, 夜迷宫
  - Lil' Ashes - Stricken Chord
  - Lil' Ashes - Don't think too much (Lil' Ashes 合編)
  - 黃浩琳 - Cause My Music Comes Along
  - 黃浩琳 - 牆外之音
  - Trekkerz - 原地出發
  - Trekkerz - 到此一遊 (Trekkez 合編)
  - 張敬軒 - 囍帖街, 下次小心, 見或不見
  - 糖妹 - 如果我可以許一個願望
  - 許廷鏗、陳慧敏 - 最後一對北極熊
  - 鍾一諾 - 星聲夢旅人
  - 趙慧珊 - 愛人如己
  - 冼靖峰 - 一個人的幸運
  - 林家謙 - 廿五載情如初見
  - TWINKLE - 箭之樂章, 超感官之旅
  - 盧冠廷、林家謙 - 列車上對著坐的兩個人
  - 許靖韻 - 望年月
  - 何榛綦 - 第一零一次再見
  - 盧冠廷 - 陪着我走
- 監制
  - 徐偉賢 - 大碟《演奏給》
  - 林威辰 - 大廚
  - 顏培珊 - I remember the
  - 顏培珊 - Grandy Yeah Yeah
  - Lil' Ashes - Stricken Chord
  - Lil' Ashes - Don't think too much
  - 黃浩琳 - Cause My Music Comes Along
  - 黃浩琳 - 牆外之音
  - Trekkerz - 原地出發
  - Trekkerz - 到此一遊
  - 糖妹 - 如果我可以許一個願望
  - 許廷鏗、陳慧敏 - 最後一對北極熊
  - 張敬軒 - 見或不見
  - 冼靖峰 - 一個人的幸運
  - TWINKLE - 箭之樂章, 超感官之旅
  - SENZA A Cappella - 四分鐘
  - 何榛綦 - 第一零一次再見

### 其他
- 樂隊與中國樂器
  - SIU2 - 月光光前奏曲, 月光光奏鳴曲, 港樂, 芭蕾舞者, 再見圓舞曲, Slow Motion, Open Door, Fullmoon, New Flower Party, Lazy Days, Old restaurant, Old Drama, Double, Grand Grand Victory, Window
  - SIU - Bababa (2004), Title (2004), Dododo (2004), 5 days Left (2004), Sheng it Up (2003), Yiu Summer
  - 《渡輪兜兜麥兜兜》（香港回歸十周年大型文藝晚會引子動畫配樂）
  - 《東方之珠序曲》（香港回歸十周年大型文藝晚會管弦樂開幕曲）
  - 《笙得起》（2008年香港藝術節SIU2專場）

### 唱片
- 伍賢 - 兩個人總比一個人好 Two Are Better Than One (2018) (A capella)
- 伍賢 - 一人合唱團 Single Singers (2011) (A cappella)
- SIU2 - 聲遊者 Sonic Traveler(2013)
- SIU2 - 西樂 KonFusion (2010)
- SIU2 - 開門 Open Door (2008)
- SIU - SIU中樂團
- 香港小交響樂團 - 就是古典音樂

## 外部連結
- 花好音樂
- 伍卓賢個人網站